# Dead of Summer
Dead of Summer es una serie de televisión estadounidense de terror sobrenatural creada por Adam Horowitz, Edward Kitsis e Ian Goldberg. La serie está ambientada en la década de 1980 en el campamento Stillwater, un campamento de verano del medio oeste. Fue estrenada el 28 de junio de 2016 y concluyó el 30 de agosto de 2016 por Freeform.
El 8 de noviembre de 2016, se anunció su cancelación por bajos niveles de audiencia.

## Sinopsis
La escuela está cerrada por el verano y en el campamento Stillwater, un campamento de verano del medio oeste aparentemente idílico, comienzan los amores de verano, los primeros besos y los primeros asesinatos. Es entonces cuando la antigua y oscura mitología del campamento despierta y lo que se suponía sería un verano divertido, se convierte en uno inolvidable y diabólico como ningún otro.

## Elenco y personajes

### Principales
- Elizabeth Mitchell como Deb Carpenter.
- Elizabeth Lail como Amy Hughes.
- Zelda Williams como Drew Reeves.
- Mark Indelicato como Blair Ramos.
- Alberto Frezza como el oficial Garrett "Townie" Sykes.
- Eli Goree como Joel Goodson.
- Ronen Rubinstein como Alex Powell.
- Amber Coney como Carolina "Cricket" Díaz.
- Paulina Singer como Jessie "Braces" Tyler.

### Recurrentes
- Zachary Gordon como Jason "Blotter" Cohen.
- Charles Mesure como el oficial Boyd Heelan.
- Tony Todd como Holyoke, el hombre alto.
- Andrew J. West como Damon Crowley.
- Donnie Cochrane como Parker.
- Dylan Neal como Keith Jones.
- Janet Kidder como la Sra. Sykes

### Invitados
- Alex Fernandez como Héctor Díaz.
- Sharon Leal como Renee.
- Dan Payne como Jack Sykes.

## Episodios
| N.º | Título                           | Dirigido por     | Escrito por                                 | Fecha de emisión original | Audiencia (millones) |
| --- | -------------------------------- | ---------------- | ------------------------------------------- | ------------------------- | -------------------- |
| 1 | «Patience»                       | Adam Horowitz    | Adam Horowitz, Edward Kitsis e Ian Goldberg | 28 de junio de 2016       | 0.63                 |
| Cuando faltan 3 días para que abra el campamento Stillwater, un grupo de adolescentes se divertirán junto con su consejera quién cree que será del mejor verano de todos. Sin embargo, eventos escalofriantes acechan a Amy, la chica nueva.                                                |                                  |                  |                                             |                           |                      |
| 2 | «Barney Rubble Eyes»             | Ron Underwood    | Ian Goldberg                                | 5 de julio de 2016        | —                    |
| Los campistas que faltan llegan al campamento Stillwater. Un campista ruso provoca problemas a los consejeros después de que desapareciera. |                                  |                  |                                             |                           |                      |
| 3 | «Mix Tape»                       | Mick Garris      | Edward Kitsis y Adam Horowitz               | 12 de julio de 2016       | —                    |
| Uno de los campistas se convierte en la nueva víctima del campamento embrujado. |                                  |                  |                                             |                           |                      |
| 4 | «Modern Love»                    | Tara Nicole Weyr | Edward Kitsis y Adam Horowitz               | 19 de julio de 2016       | —                    |
| Deb decide hacer un baile para levantar la moral del campamento; eventos extraños suceden durante su preparación, Alex, Cricket y Amy investigan; Joel se encuentra en una incómoda situación.                                                                                              |                                  |                  |                                             |                           |                      |
| 5 | «How to Stay Alive in the Woods» | Norman Buckley   | Erin Maher y Kay Reindl                     | 26 de julio de 2016       | —                    |
| La amistad de Jessie y Drew empieza a crecer. Un oficial descubre un terrorífico vídeo que podría ayudar a resolver la verdad sobre el campamento; Cricket y Alex descubren una trampa que puede perjudicar a uno de los campistas. Y el campamento Stillwater revela a su próxima víctima. |                                  |                  |                                             |                           |                      |
| 6 | «The Dharma Bums»                | Michael Schultz  | Richard Hatem                               | 2 de agosto de 2016       | —                    |
| Después de la muerte de Cricket, los campistas intentan comunicarse con ella mediante una tabla de ouija y las cosas no resultarán del todo bien. |                                  |                  |                                             |                           |                      |
| 7 | «Townie»                         | Mairzee Almas    | Ian Goldberg y Richard Hatem                | 9 de agosto de 2016       | —                    |
| 8 | «The Devil Inside»               | Mick Garris      | Richard Naing y Steven Canals               | 16 de agosto de 2016      | —                    |
| 9 | «Home Sweet Home»                | Alrick Riley     | Ian Goldberg                                | 23 de agosto de 2016      | —                    |
| 10 | «She Talks to Angels»            | Steve Miner      | Edward Kitsis y Adam Horowitz               | 30 de agosto de 2016      | —                    |

## Desarrollo

### Producción
El 18 de noviembre de 2015, seguido del anuncio del cambio de nombre a Freeform, ABC Family ordenó el proyecto de la serie a los creadores de Once Upon a Time e Ian Goldberg.
La fotografía principal de la serie comenzó el 21 de marzo de 2016 y Horowitz y Kitsis fungen como directores del primer episodio.

### Casting
El 23 de enero de 2016 se dio a conocer que Mark Indelicato, Paulina Singer y Ronen Rubinstein fueron los primeros actores en unirse al elenco. Indelicato fue contratado para interpretar a Blair Raymer, un nuevo consejero abiertamente gay; Singer como Jesse Tyler, una veterana del campamento Clearwater que regrese como consejera y Rubinstein fue elegido como Alex, un guapo, protector y valiente consejero que está interesado en Amy.
El 4 de febrero se informó que Zelda Williams, Alberto Frezza y Eli Goree fueron elegidos para dar vida a una consejera, un oficial de policía y un aspirante a cineasta, respectivamente. Cuatro días más tarde, se dio a conocer que Amber Coney fue contratada para dar vida a Carolina Díaz, quien se une a sus viejos amigos como consejera. El 10 de febrero se reveló que Elizabeth Mitchell fue elegida para interpretar a Deb, la nueva dueña del campamento, quien posee una personalidad dulce que podría ocultar las oscuras razones por las que desea el campamento; así mismo, Elizabeth Lail fue contratada como Amy, una nueva consejera y la primera en descubrir los oscuros secretos del campamento.